# Baniyas SC
Baniyas Sports & Culture Club (Arabisch:نادي بني ياس) is een club uit Baniyas in de Verenigde Arabische Emiraten. De club is ontstaan in 1981 en speelt in het Baniyas-stadion dat 9.570 zetels telt.
In 2009 werd de club kampioen in de tweede divisie A en promoveerde naar de VAE Liga waarin in 2011 een tweede plaats behaald werd.

## Erelijst
- Tweede divisie A: 1995, 2009
- Tweede divisie B: 1998, 2005
- VAE President's Cup: 1992

## Bekende spelers
- Theyab Awana
- Mohamed Fawzi
- Kaies Ghodhbane
- Mustafa Karim
- Ahmed Khalil
- Lazar Marković
- Carlos Muñoz
- Ayanda Patosi
- David Trezeguet
- Mohamed Zidan

### Nederlandse (oud-)spelers
- Royston Drenthe
- Rafael Uiterloo
- Leroy George

Ajman Club · Al Ain FC · Al Dhafra SCC · Al-Fujairah SC · Al-Ittihad Kalba SC  · Al-Jazira Club · Al-Nasr SC · Al-Wahda FC · Al-Wasl Club · Baniyas SC · Dibba Al-Fujairah Club · Emirates Club · Shabab Al-Ahli Club · Sharjah SC